# きりん座
きりん座（きりんざ、Camelopardalis）は現代の88星座の1つ。17世紀に考案された新しい星座で、キリンをモチーフとしている。天の北極の近くに位置しているため、日本では年間通して見ることができる。16世紀以降に考案された星座の中では最も面積が大きな星座だが、星座が置かれていない領域に作られたため、明るい星もなく目立たない星座である。

## 主な天体

### 恒星
2022年4月現在、国際天文学連合 (IAU) によって2個の恒星に固有名が認証されている。
- HD 104985：太陽系から約330 光年の距離にある黄色巨星で、ヘリウム中心核で起こる核融合反応で輝く「水平分枝」の段階にある[8]。2003年に太陽系外惑星が発見された。これは巨星として初めて、また日本の研究チームによる初めての系外惑星発見となった。2015年に開催されたIAUの太陽系外惑星命名キャンペーン「NameExoWorlds」で、恒星はアステカ神話の太陽神トナティウの名前にちなんで「トナティウ (Tonatiuh) 」、惑星は月の女神にちなんで「メツトリ (Meztli)」とそれぞれ命名された[9]。
- HD 32518：見かけの明るさ6.42等の6等星[10]。2019年に開催されたIAUの100周年記念行事「IAU100 NameExoWorlds」でドイツに命名権が与えられ、主星はMago、太陽系外惑星はNeriと命名された[11]。

そのほか、以下の恒星が知られている。
- α星：見かけの明るさ4.29等の青色超巨星で4等星[12]。
- β星：見かけの明るさ4.02等の黄色超巨星で4等星[13]。きりん座で最も明るく見える恒星。
- きりん座CS星：見かけの明るさ4.22等の青色超巨星で4等星[14]。変光星としては脈動変光星の一種「はくちょう座α型変光星」に分類され、約26.76日の周期で4.29等から4.34等の振幅で変光する[15]。きりん座で2番目に明るく見える恒星で、クロスウェルが考案した星座「モモンガ座」の最輝星である。

### 星団・星雲・銀河
- NGC 2403：天の川銀河から約1050万光年の距離にある渦巻銀河[16]。パトリック・ムーア（英語版）がアマチュア天文家の観測対象に相応しい星団・星雲・銀河を選んだコールドウェルカタログで、7番に選ばれている[17]
- IC 342：天の川銀河から約990万光年の距離にある渦巻銀河で、爆発的に恒星を生成する「スターバースト銀河」に分類される[18]。天の川銀河が属する局所銀河群に最も近い位置にある銀河群「IC 342/マフェイ銀河群」で最も明るい銀河である[18]。コールドウェルカタログの5番に選ばれている[17]。
- MACS0647-JD：2012年当時地球から最も遠い天体とされた、銀河と思われる天体。

- 2019年10月にハッブル宇宙望遠鏡によって撮像されたスターバースト銀河IC 342。
- レモン山スカイセンターの 0.8m 望遠鏡で撮影された渦巻銀河NGC 2403。

## 由来と歴史

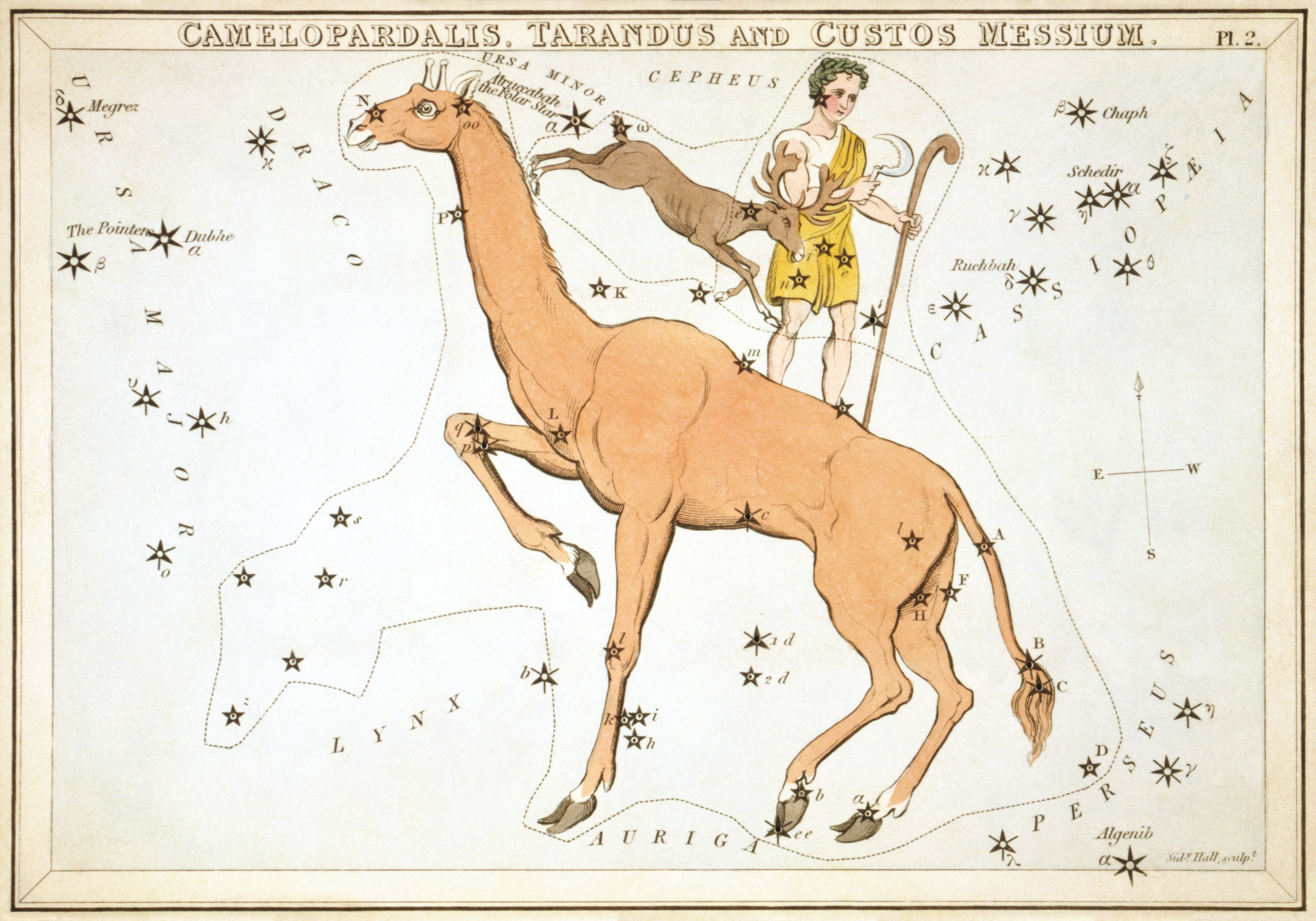
19世紀イギリスの星座カード集『ウラニアの鏡』に描かれたきりん座。

1612年に、オランダの神学者で天文学者のペトルス・プランシウスが自作の天球儀に「Camelopardalis」としてキリンの姿を描いたことに始まる。この名前は、ヘレニズム期にコイネーでキリンを表すのに使われた、キリンの長い首をラクダに、斑点模様をヒョウに喩えた合成語「καμηλοπάρδαλις」に起源を持つ。Camelopardalisは、καμηλοπάρδαλιςをラテン語化したもので、マルクス・テレンティウス・ウァッロや大プリニウスもキリンを表すのにこの表現を使っていた。
ドイツの天文学者ヤコブス・バルチウスが1624年に出版した天文書『Usus astronomicus planisphaerii stellati』の中で「Camelopardalis」を紹介していたことから、誤ってバルチウスが作った星座と紹介されることもあった。当のバルチウスは、1621年にアイザック・ハプレヒト2世が作った星座であると思い違いしていた。また、バルチウスはこの Camelopardalis のモチーフをラクダと勘違いしており、「旧約聖書の創世記でリベカがイサクの元へ嫁ぐエピソードに登場するラクダを記念したもの」と誤解に基づいた説明を残している。
プランシウスやバルチウスは現代と同じく「Camelopardalis」と綴ったが、のちの17世紀ポーランドの天文学者ヨハネス・ヘヴェリウスや19世紀ドイツの天文学者ヨハン・ボーデが「Camelopardalus」と綴ったため、表記に混乱が生じていた。この混乱は、1908年にアメリカの天文学者エドワード・ピッカリングによって「「コイネーや古典ラテン語での表記」「動物学者に使われる表記」「天文学者が最も良く使う表記」の3つの観点から「Camelopardalis」が最も相応しい」とする研究結果が発表されたことによって決着がつけられた。
イギリス生まれの天文学者リチャード・アンソニー・プロクターは、この星座をラクダを意味する「Camelus」と呼ぶことを提唱したが、追随する者も少なく廃れた。また、アメリカの学者ウィリアム・クロスウェルは、カシオペヤ座との境界に近いこの星座の領域に自らが考案した「モモンガ座 (Sciurus Volans)」を配したが、のちに取り上げる者もおらず廃れている。
1922年5月にローマで開催されたIAUの設立総会で現行の88星座が定められた際にそのうちの1つとして選定され、星座名は Camelopardalis、略称は Cam と正式に定められた。新しい星座のため星座にまつわる神話や伝承はない。

### 中国
中国の天文では、きりん座の星は「三垣」の1つ「紫微垣」に配されていた。きりん座には明るい星がなく、バイエル符号もフラムスティード番号も振られていない暗い星が多いが、そのような星も数多く星官に配されている。天の北極近くの星官「北極」の星「天枢」にはHD 112028が充てられていた。北極の隣の星官「四輔」にはHD 89571とHD 90089が配された。星官「右垣」の星「上衛」に43番星、「少衛」にα星、「上丞」にHD 20336が充てられた。星官「六甲」には、HD 46588、HD 49878、HD 64486、HD 55966、HD 33564の5星が充てられた。星官「五帝内座」にはカシオペヤ座、ケフェウス座の星とともにHD 25274が配された。星官「杠」には、γ星とカシオペヤ座の8星が充てられた。星官「八穀」にはぎょしゃ座の星とともに26・14・11・31の4星が配された。星官「伝舎」にはカシオペヤ座の6星とともにCS星、CE星、HD 21447の3星が充てられた。

## 呼称と方言
日本では明治末期には「麒麟」という訳語が充てられていた。これは、1910年（明治43年）2月に刊行された日本天文学会の会誌『天文月報』の第2巻11号に掲載された、星座の訳名が改訂されたことを伝える「星座名」という記事で確認できる。この訳名は、1925年（大正14年）に初版が刊行された『理科年表』にも「麒麟（きりん）」として引き継がれ、1944年（昭和19年）に学術研究会議によって天文学用語が改訂された際もこの呼称が継続して採用された。戦後の1952年（昭和27年）7月に日本天文学会が「星座名はひらがなまたはカタカナで表記する」とした際に、Camelopardalis の日本語の学名は「きりん」と改められた。これ以降は「きりん」が星座名として継続して用いられている。
現代の中国では「鹿豹座」と呼ばれている。なお、中国ではいっかくじゅう座を「麒麟座」と呼んでいる。